# Thüringer Waldziege

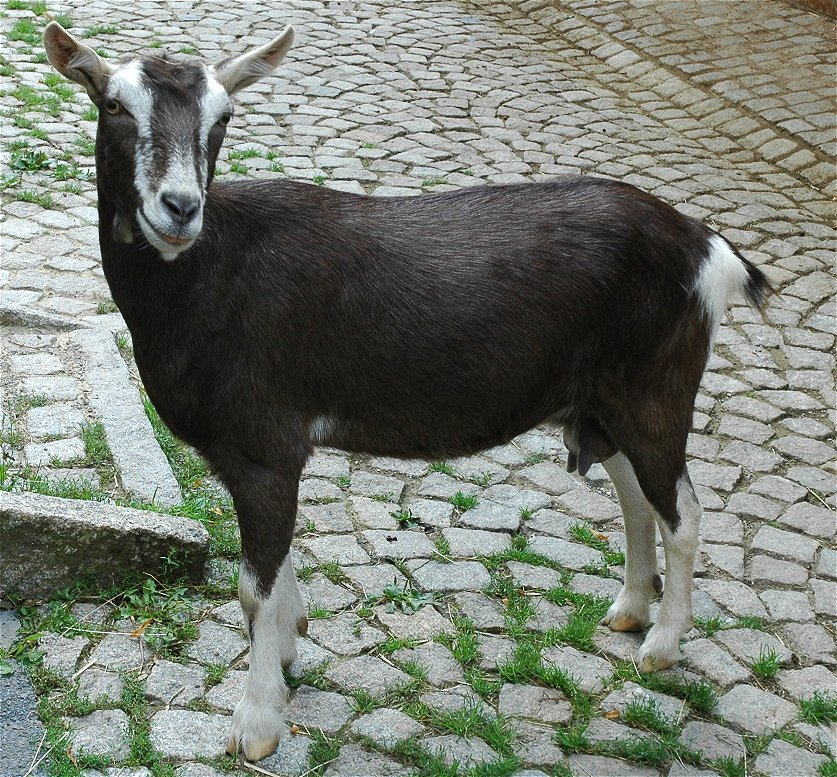
Schwarze, hornlose Thüringer Waldziege im Bärenpark Worbis

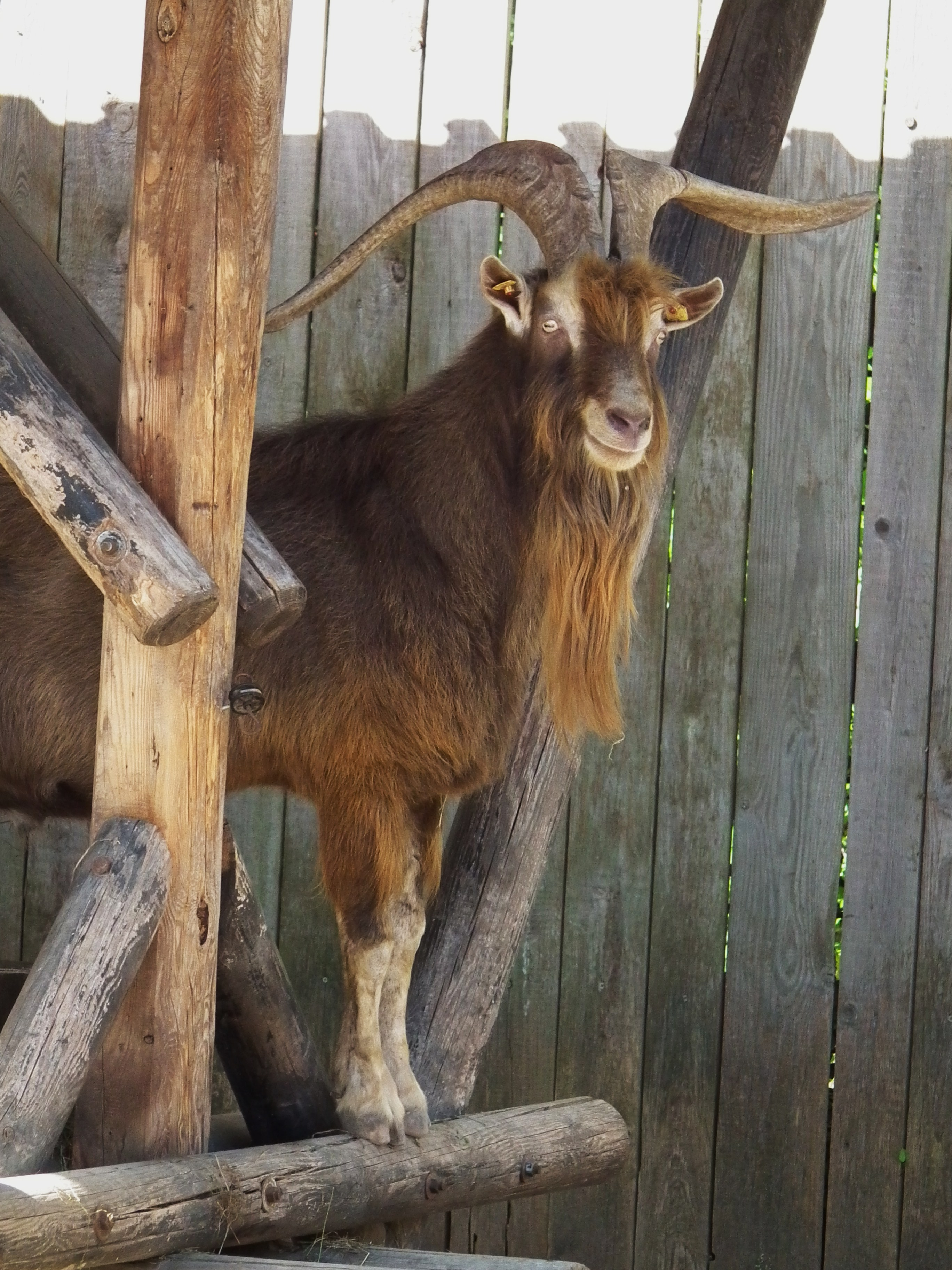
Behornter Bock im Tiergarten Worms

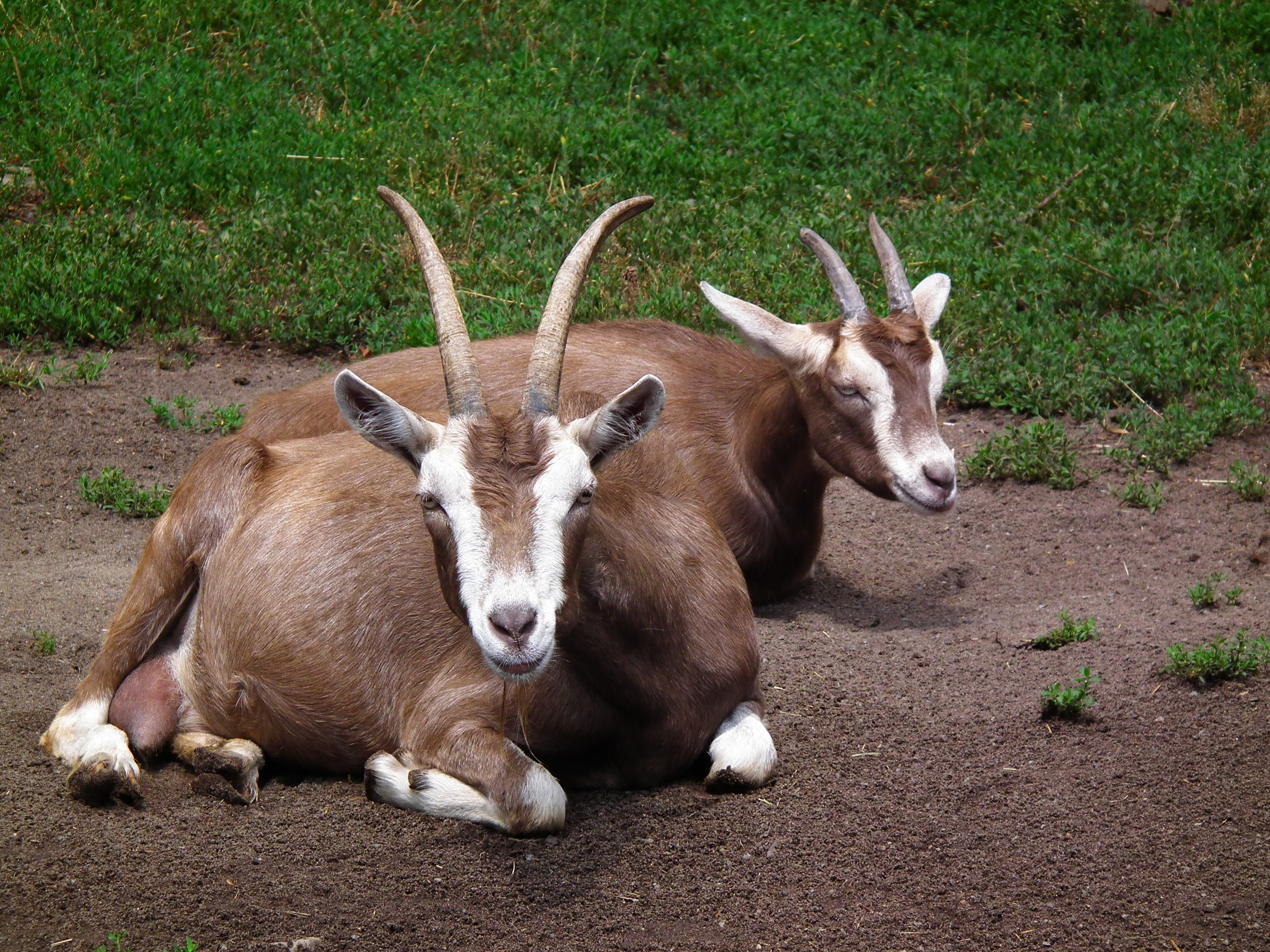
Braune ruhende Ziegen im Wildpark Alte Fasanerie

Die Thüringer Waldziege oder Thüringer-Wald-Ziege ist eine deutsche Ziegenrasse. Sie entstand um 1900 aus thüringischen Landschlägen durch Einkreuzung von Schweizer Toggenburger Ziegen. Zunächst Thüringer Toggenburger genannt, bekam die veredelte Rasse im Jahr 1935 den Namen „Thüringer Waldziege“. Die Rasse wurde speziell für die im Thüringer Wald teils rauen klimatischen Bedingungen gezüchtet. Diesen sehr robusten Tieren machen harte Winter und hohe Niederschlagsmengen wenig aus, was sie für den Einsatz in der Landschaftspflege prädestiniert.

## Beschreibung
Die Tiere haben eine Widerristhöhe von 65 cm, eine Größe von bis zu 85 cm und sind kräftig gebaut. Die glatte, kurze Behaarung ist hell- bis dunkelbraun, es kommen aber auch schwarze Behaarungen vor. Sie hat keinen Aalstrich. Spiegel, Unterbeine und Stehohren sind weiß, weiße Streifen verlaufen von der Hornbasis bis zum Maul. Beide Geschlechter können behornt oder hornlos sein, wobei hornlose Böcke zumindest einen Hornansatz aufweisen. Zibben ohne Hörner haben auch meist keinen Hornansatz. Sie wiegen zwischen 50 und 80 Kilogramm.
Die anspruchslose, widerstandsfähige Rasse bringt es auf eine gute Milchleistung (700–800 kg; 3,5 % Fett) und weist eine hohe Fruchtbarkeit mit guten Muttereigenschaften auf. Die Tragzeit liegt zwischen 21 und 23 Wochen. Der Geburtsverlauf kann sich bis zu 4 Tage hinziehen (2 Tage Senkwehen und 2 Tage Presswehen). Auch bei Erstgeburten junger Muttertiere sind Mehrlingsgeburten keine Seltenheit. Außerdem liefern diese Ziegen vorzügliches Fleisch. Da sie nicht zur „Verfettung“ neigen, ist auch das Fleisch älterer Tiere zum Verzehr geeignet. Sie erreichen ein Alter von bis zu 18 Jahren.
Die Gesellschaft zur Erhaltung alter und gefährdeter Haustierrassen ernannte die Thüringer Waldziege zum „Haustier des Jahres 1993“.

## Verbreitung
Die meisten Exemplare leben heute immer noch in Thüringen, sie sind aber auch in vielen deutschen Zoos vertreten und an einem Standort in Estland.
1936 gab es etwa 60.000 Thüringer Waldziegen. In den 1950er Jahren setzte ein Rückgang ein, sodass es Ende der 1980er Jahre nur noch 120 Tiere in zwei Bocklinien dieser Rasse gab. 1988 kreuzte ein Züchter gezielt einen Bock und drei Muttertiere Schweizer Toggenburger Ziegen ein, um den Genpool zu vergrößern und die Rasse so erhalten zu können.
2004 wurden von 106 Züchtern in 13 Bundesländern 711 weibliche Herdbuchtiere der Thüringer Waldziege gehalten, 45 Prozent von ihnen in Thüringen. Davon waren 29 Züchter mit 273 weiblichen Herdbuchtieren im Tierpark Suhl registriert. Weitere Herdbuchzuchten wurden in Lippelsdorf und Böhlen betrieben, nicht Herdbuchzuchten fand man in Ruhla, Meura und Sonneberg.
Ihre Population wird von der Bundesanstalt für Landwirtschaft und Ernährung beobachtet. Es werden Kryoreserven angelegt und ein Monitoring durchgeführt.
Inzwischen haben sich die Bestände erholt. Im Jahr 2011 waren etwa 150 Böcke und 1300 Mutterziegen in 120 Herdbuchzuchten bundesweit mit Schwerpunkten in Thüringen, Hessen, Rheinland-Pfalz, Niedersachsen, Bayern und Sachsen registriert. Mit dem Ziel die gefährdeten Rasse auch zukünftig zu erhalten, hat sich im Sommer 2012 ein bundesweiter Rassebeirat gegründet.
Von der Zentralen Dokumentation Tiergenetischer Ressourcen in Deutschland wird die Rasse dennoch als extrem gefährdet eingestuft.